# Erika Lechner

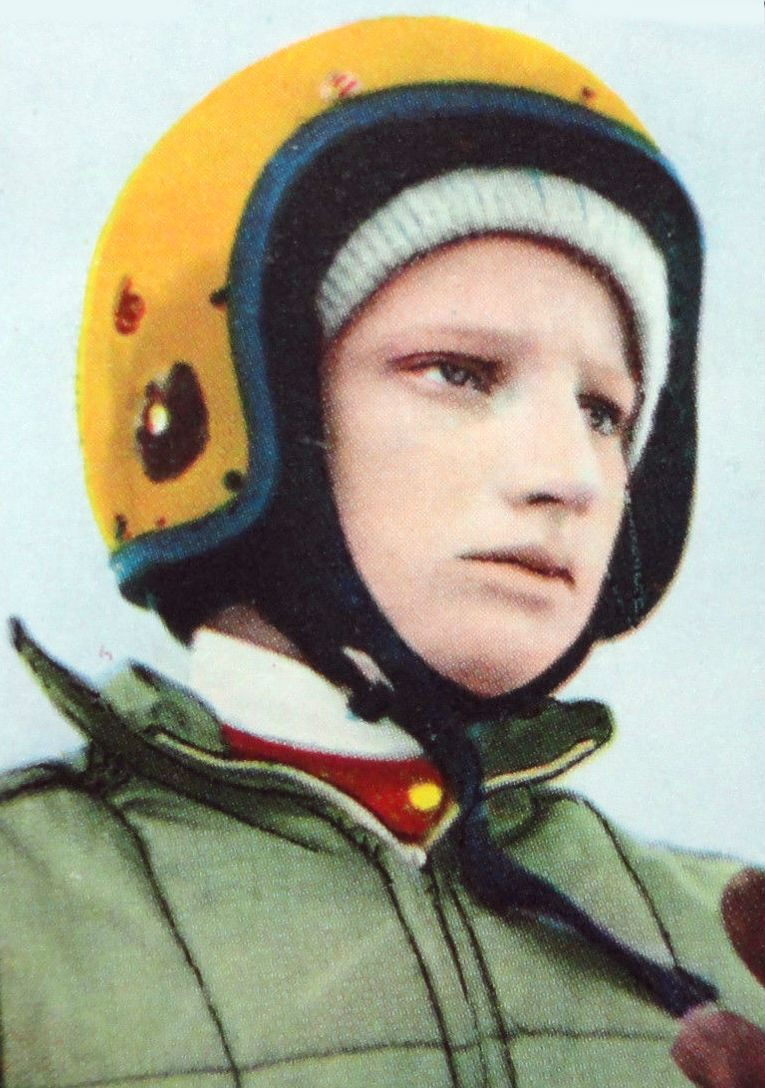
Erika Lechner, 1969.

Erika Lechner, född 28 maj 1947 i Maranza i Sydtyrolen, är en inte längre aktiv italiensk rodelåkare.
Hennes största framgång var vinsten av guldmedaljen vid de olympiska vinterspelen 1968 i Grenoble. Hon vann medaljen på grund av att de två östtyska åkarna Ortrun Enderlein och Anna-Maria Müller som hade snabbare tider diskvalificerades. Enligt juryns bedömning hade båda värmt upp kälkens medar vilket inte var tillåtet. Lechner vann även guldmedaljen vid Europamästerskapen 1971 i Imst samt silvermedaljen 1971 vid världsmästerskapen 1971 i Olang. Året 1972 deltog Lechner vid de olympiska vinterspelen i Sapporo men hon missade en placering.
Efter idrottskarriären startade hon en hotellverksamhet i hembyn. Hennes bror Emilio Lechner var likaså aktiv som olympisk rodelåkare.